# Salomea Kowalewska

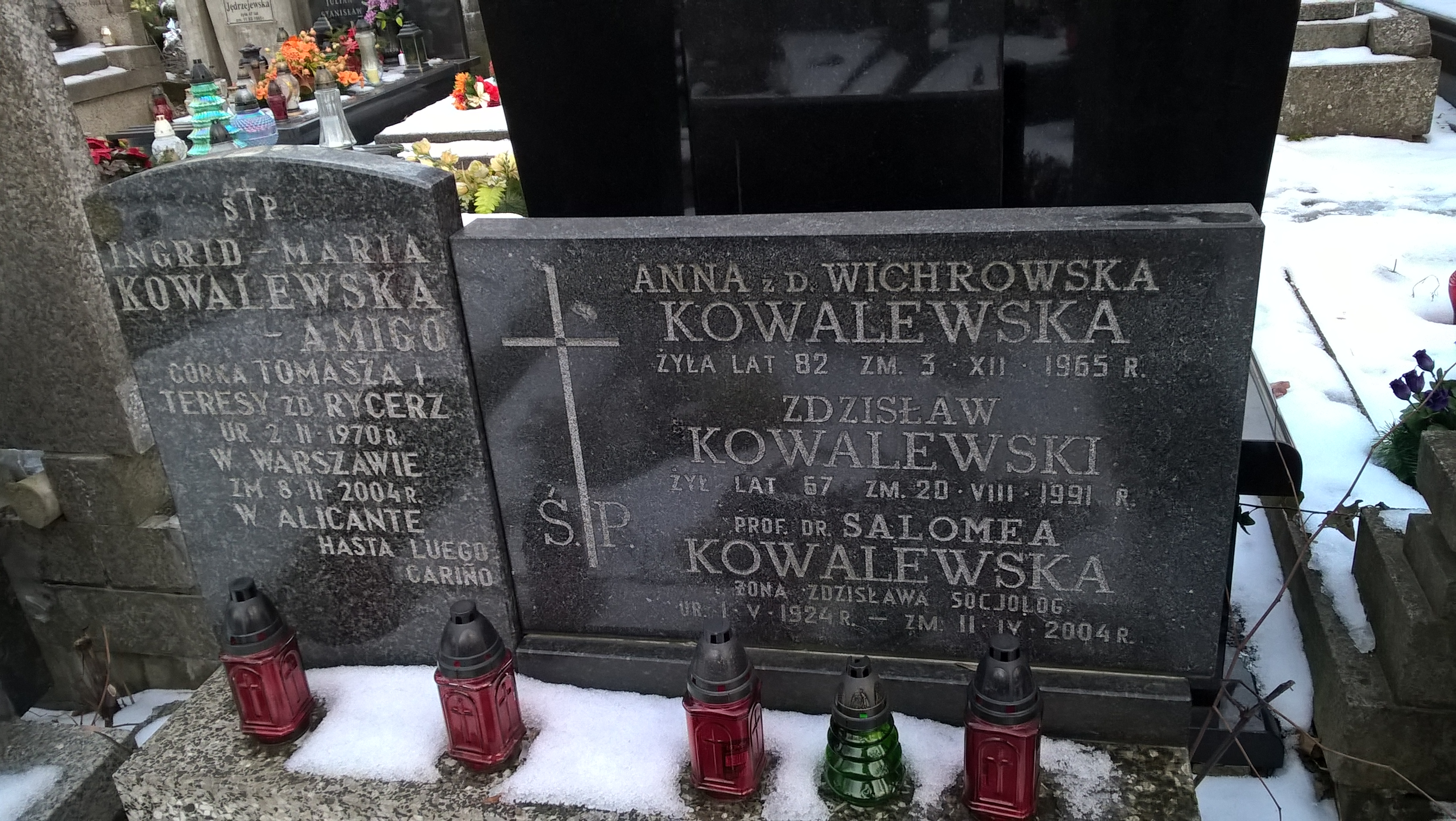
Grób Salomei Kowalewskiej na cmentarzu Bródnowskim w Warszawie

Salomea Krystyna Kowalewska z domu Kozielewska (ur. 1 maja 1924 w Łodzi, zm. 11 kwietnia 2004 w Warszawie) – socjolog, naukoznawca, polonistka, tłumaczka.

## Życiorys
W latach 1945–1950 studiowała na Uniwersytecie Łódzkim, gdzie uzyskała absolutorium z polonistyki i magisterium z filozofii w zakresie pedagogiki społecznej oraz z socjologii. W 1962 roku obroniła pracę doktorską z nauk humanistycznych w zakresie socjologii pracy na Uniwersytecie Łódzkim. W 1966 roku na podstawie rozprawy habilitacyjnej uzyskała stanowisko docenta w Instytucie Filozofii i Socjologii PAN. W 1976 roku nadano jej tytuł naukowy profesora nadzwyczajnego nauk humanistycznych w zakresie socjologii. Wchodziła w skład Komitetu Naukoznawstwa Polskiej Akademii Nauk, od 1975 członek prezydium, 1995-2004 redaktor naczelny "Zagadnienia Naukoznawstwa", profesor Instytutu Filozofii i Socjologii Polskiej Akademii Nauk, kierownik Katedry Socjologii i Psychologii WSzM SIG.
Członkini Szarych Szeregów, żołnierz AK pseudonim "Lusia", odznaczona Warszawskim Krzyżem Powstańczym w 1997, bratanica Jana Karskiego (Jan Kozielewski) i pułkownika Mariana Kozielewskiego.
Pochowana na cmentarzu Bródnowskim w Warszawie (kwatera 112K-4-13).